# Castillo de Mirabello
El Castillo de Mirabello es un castillo que data del siglo XIV - XV que se encuentra en la localidad del mismo nombre en el municipio de Pavía, incorporado a otras edificaciones.

## Historia
Hacia 1180, en la zona donde hoy se levanta el castillo, se fundó el monasterio cisterciense de Gesù, durante el siglo XIII se desarrolló junto al monasterio un pequeño pueblo, denominado en los documentos Miscla, con numerosos molinos y protegido, al menos desde 1297, de una torre, tanto que la localidad pasó a llamarse Torre della Mischia. En 1325 la rica familia Fiamberti de Pavía adquirió numerosos bienes y fondos en la zona y, entre 1325 y 1341, mandó construir el primitivo castillo, con torre y abrigo. En la década de 1360, Galeazzo II Visconti compró la mitad del castillo a la familia Fiamberti, con los fondos correspondientes, mientras que el resto del complejo fue expropiado por el señor.
El complejo fue restaurado por Gian Galeazzo Visconti en 1384 e insertado en el gran Parque Visconti (que conectaba el castillo Visconteo con la Cartuja de Pavia y estaba rodeado de murallas y torres). A partir de 1425, con motivo de la reestructuración del parque encargada por Filippo Maria Visconti, el castillo adquirió un profundo valor simbólico en la organización del territorio. Cabe señalar que el parque fue fuente de materias primas para la Cámara Ducal, especialmente por la abundancia de agua: las numerosas parcelas de cultivo, viñedos, huertas, bosques madereros, pastos, granjas, palomares, estanques de peces y un gran cantidad de caza reservada a la caza, sin olvidar las plantas productivas, como molinos u hornos. Filippo Maria estableció el cargo de capitán del parque, a cargo de la custodia y gestión de los bienes ducales y estableció su sede en el castillo. En 1425 Filippo Maria ordenó que se construyera una "casa para la residencia del duque" en Mirabello, en los terrenos que ya ocupaba el castillo del siglo XIV (que evidentemente estaba en mal estado) que fue confiado al capitán del parque. En 1472 Galeazzo María Sforza hizo renovar y ampliar el edificio, que fue utilizado varias veces por los duques como sede de representación política, con motivo de cacerías y banquetes organizados dentro del parque. Probablemente alrededor de 1491, Gian Galeazzo Sforza donó el castillo a Galeazzo Sanseverino, quien hizo modernizar la residencia, transformándola en una residencia de campo más grande. El edificio se adaptó así a los nuevos cánones de representación nobiliaria. Las obras sufrieron un revés en 1496 y luego se reanudaron en 1501 y continuaron (con un breve intervalo de 1512 a 1515 cuando Maximiliano Sforza recuperó el control del ducado) hasta 1521. El castillo resultó dañado durante el asedio puesto por los franceses en Pavía de 1522.
Durante la batalla de Pavía el castillo acogió al rey de Francia Francisco I y en el mismo enfrentamiento murió Galeazzo Sanseverino combatiendo en las filas francesas. El complejo volvió entonces a la disposición de la Cámara Ducal que lo gestionó (junto con las vastas propiedades de tierra anexas) a través de los varios capitanes del parque que se sucedieron en el nombramiento hasta 1754, cuando el Magistrado de Cámara del Estado de Milán puso a la venta la gran propiedad que fue comprada por el aristócrata milanés Antonio Giorgio Clerici. Sin embargo, después de la muerte de Clerici, su hija vendió toda la propiedad al hospital San Matteo en Pavía en 1768. Entre 1854 y 1860, la administración del hospital hizo demoler aproximadamente 1/3 de las estructuras y las partes restantes tenían los usos más variados: taberna, casa de campo, escuela primaria y sede del municipio de Mirabello. A partir de la década de 1960, los apartamentos creados en el edificio fueron alquilados por la administración del hospital a particulares. En 2002 el castillo fue comprado por el municipio de Pavía.

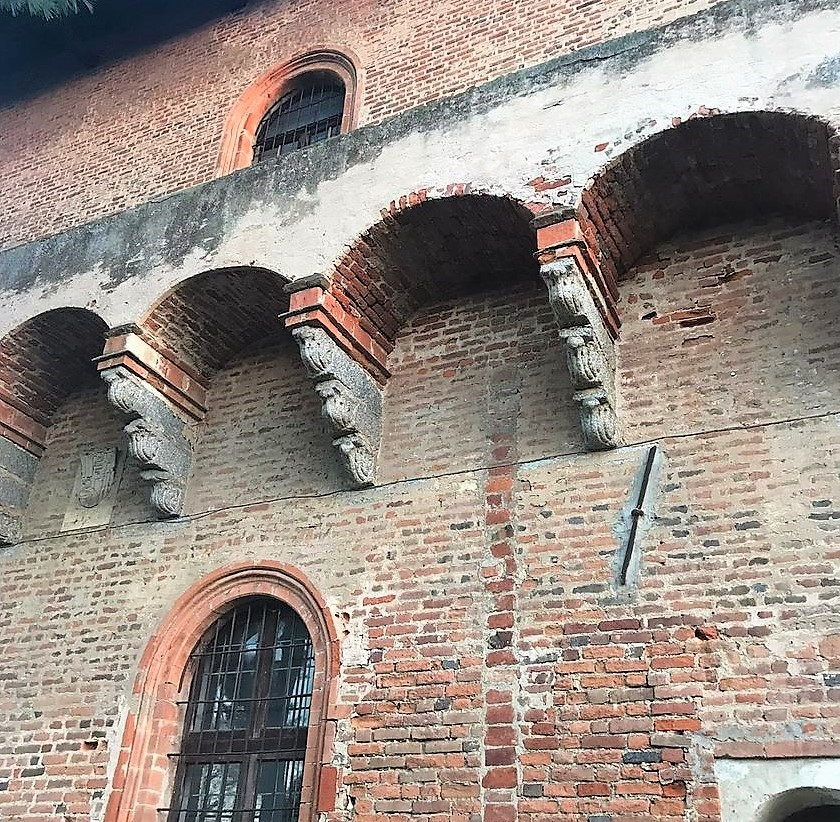
Detalle del balcón.
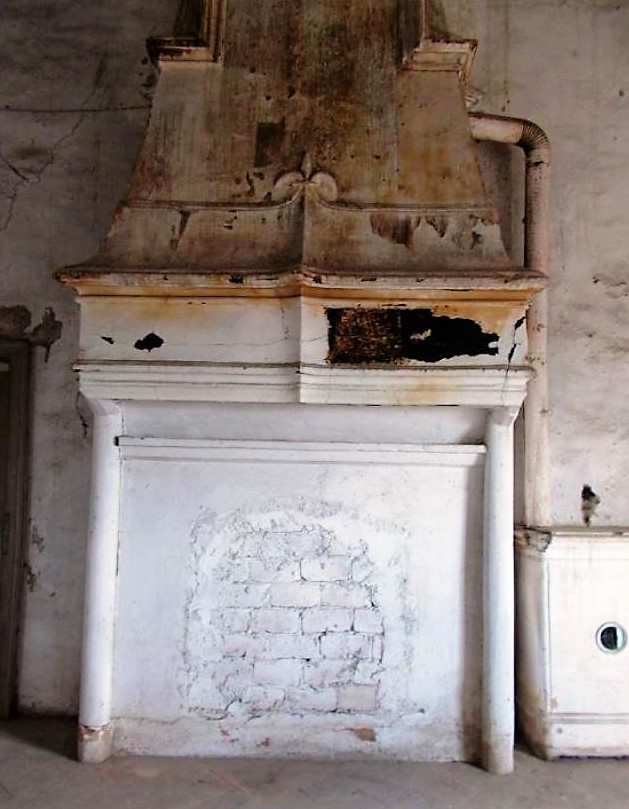
Una de las chimeneas del gótico tardío.
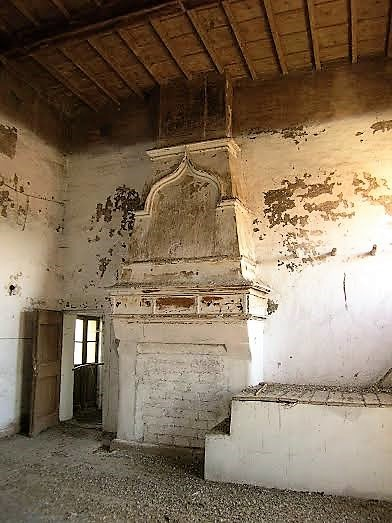
Una de las habitaciones de la planta principal.
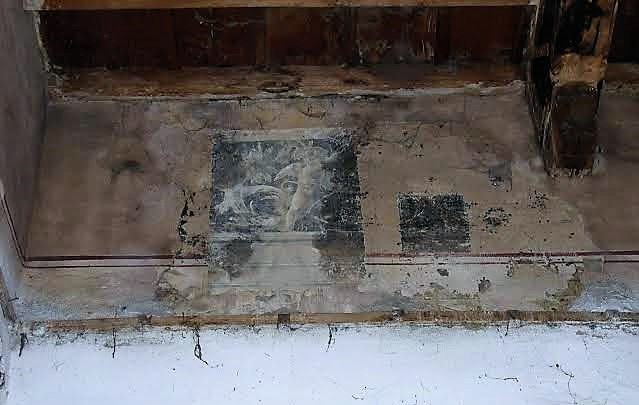
Ensayo de los frescos que quedan ocultos por el yeso.
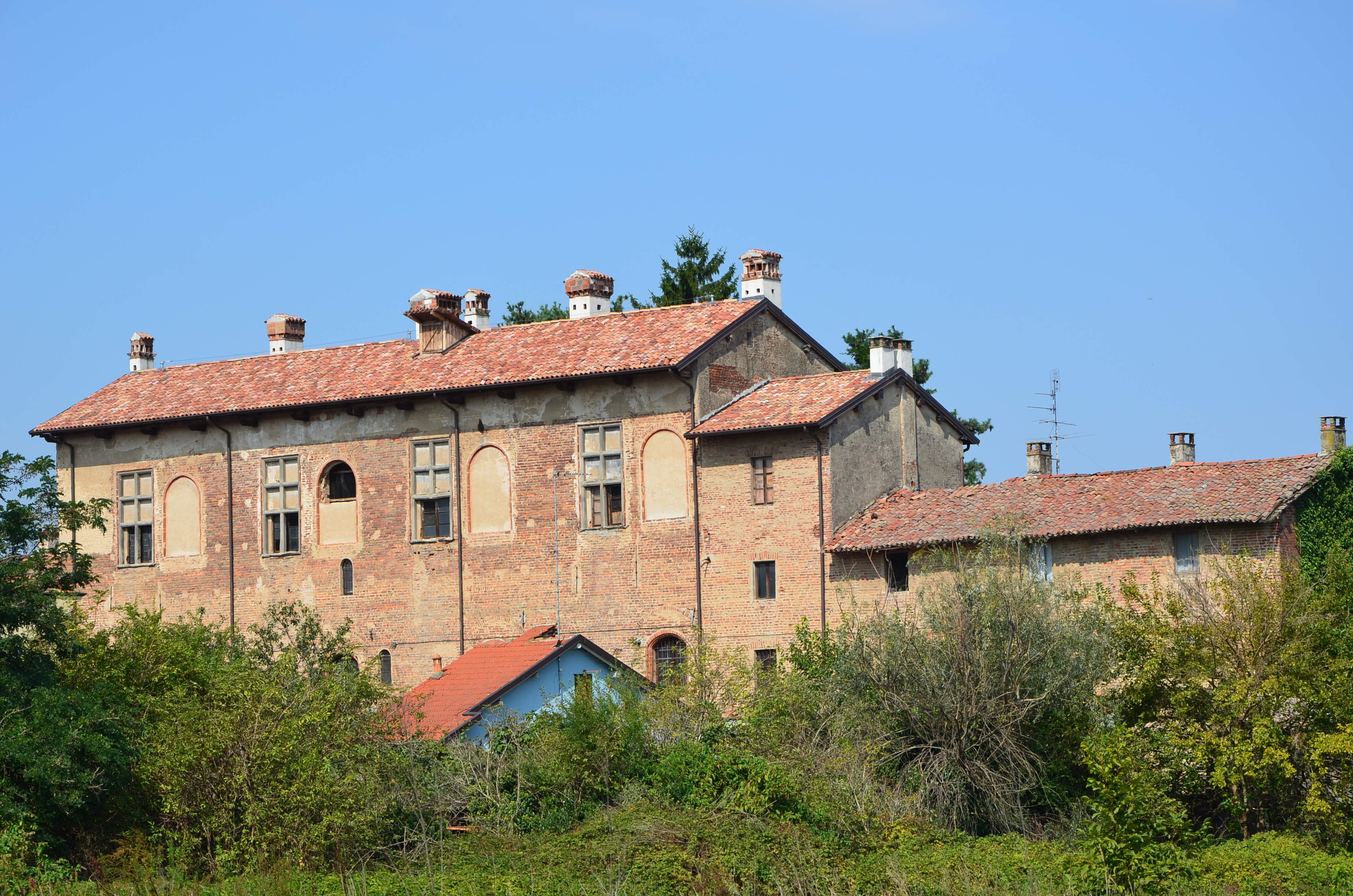
El ala sur del castillo.

## Descripción
La parte sobreviviente del castillo surge de la coexistencia de elementos arquitectónicos atribuibles a dos períodos de construcción, sin duda relacionados con los acontecimientos políticos de Galeazzo Sanseverino. Si, de hecho, el balcón (presente en la fachada interna) sostenido por estantes en forma, que recuerdan los balcones similares del Castillo Sforzesco, en el patio de la Rocchetta, y de la torre del castillo de Vigevano, y los arcos de las aberturas de terracota remiten a soluciones compositivas que extrajeron del repertorio de la tradición arquitectónica lombarda, otros elementos estuvieron condicionados por el cambio de gusto impuesto por el clima político y cultural que se había determinado durante los primeros años de la ocupación francesa del Ducado de Milán. La actualización estética, tal vez sugerida por los personajes que frecuentaban las estancias del edificio, se materializó a lo largo de los años en las elecciones arquitectónicas que aún, a pesar de los derribos y las intervenciones decimonónicas, lo hacen original. De hecho, en las dos fachadas que se conservan tiene unas ventanas rectangulares con marco de piedra en "doble cruz", que sustituyen a las ventanas de arco por un marco de ladrillo de estilo típicamente lombardo en la planta principal. Se trata de aperturas típicas del gótico tardío francés, similares a las del castillo de Issogne, y no presentes en ningún otro edificio lombardo contemporáneo. Incluso las campanas de las chimeneas del piso noble expresan en toda su monumentalidad un lenguaje evidentemente transalpino, subrayado por la presencia de estucos sobre los que se alza en el centro el lirio de Francia asociado a una gruesa cornisa carenada, completamente distinta de las dos del siglo XV. Chimeneas del siglo en la planta baja con una estructura más sobria y renacentista. Poco se sabe de los frescos que decoraban las habitaciones ya que en gran parte aún se encuentran ocultos bajo diferentes capas de yeso tanto en el piso noble como en el primer piso, sin embargo se ha desenterrado un escudo de armas grabado y pintado por Sanseverino en la planta baja, mientras que algunos ensayos han destacado la presencia, en el primer piso del edificio, de una banda pintada, colocada bajo el techo de cada habitación, realizada con la técnica del "claroscuro" y de aproximadamente un metro de altura, que representa querubines alados y coronas que sostienen cornucopias. acabados en espirales, cerámica y candelabros.